# Les Hommes sans peur
Pour plus de détails, voir Fiche technique et Distribution.
Les Hommes sans peur est un film français réalisé en 1941 par Yvan Noé, sorti en 1942.

## Fiche technique
- Titre : Les Hommes sans peur
- Réalisation : Yvan Noé
- Scénario et dialogues : Yvan Noé
- Photographie : Fred Langenfeld
- Décors : Jean Douarinou
- Montage : Jean Sacha
- Photographe de plateau : Léo Mirkine
- Production : France Productions (Nice)
- Pays d'origine :  France
- Durée : 75 minutes
- Date de sortie : 
  - France : 7 octobre 1942

## Distribution
- Jean Murat
- Claude Dauphin
- Madeleine Sologne
- Janine Darcey
- Pierrette Caillol
- Jean Daurand
- Gérard Landry
- Marthe Régnier
- Georges Lannes
- Jean d'Yd